# 아주 각별한 기행
아주 각별한 기행은 대한민국의 EBS 1TV에서 매주 월요일부터 금요일까지 밤 8시 35분에 방송 중인 여행 전문 교양 프로그램이다.

## 방송 시간
- 방송 시간은 2020년 9월 14일 방송을 기준으로 한다.

| 방송 채널      | 방송 기간                          | 방송 시간                                  |
| -------------- | ---------------------------------- | ------------------------------------------ |
| EBS 1TV 본방송 | 2020년 9월 14일 ~ 현재             | 매주 월요일 ~ 금요일 밤 8:35 ~ 8:50 (15분) |
| EBS 1TV 종합   | 2020년 9월 20일 ~ 2020년 11월 15일 | 매주 일요일 밤 8:35 ~ 9:45 (70분)          |
| EBS 1TV 종합   | 2020년 11월 22일 ~ 현재            | 매주 일요일 밤 8:40 ~ 9:45 (65분)          |